# Josef Beran
Sluga Božji Josef Beran (Plzeň, 29. prosinca 1888. - Rim, 17. svibnja 1969.) bio je kardinal Katoličke Crkve u Češkoj i 32. praški nadbiskup od 1946. do svoje smrti 17. svibnja 1969. u Rimu.

## Životopis

### Mladost i svećeništvo
Josef Beran rođen je u  Plzeňu 29. prosinca 1888. kao jedino dijete svoga oca učitelja.
Studirao je i pohađao seminare na Pontifikatskom sveučilištu Urbania u Rimu. Nakon završenog studija, za svećenika je zaređen 10. lipnja 1911. u Rimu, poslije čega odlazi u pastoralnu službu u svoj rodni grad, gdje je bio župnik u nekoliko župa Plzeňske biskupije. Iste godine, dobiva posao profesora na Karlovom sveučilištu u Pragu. Uvidjevši njegov pastoralni potencijal, papa Pio XI. proglašava ga biskupom 8. prosinca 1946. U znak zahvale, Beran je osigurao da papina enciklika Mit brennender Sorge, koja osuđuje nacizam i sve oblike totalitarizma, bude objavljena u Pragu.
Gestapo ga je, zbog odupiranja okupaciji Sudeta, uhitio 6. lipnja 1940. Ubrzo je nakon uhićenja, i bez suđenja, završio u zatvoru Pankrác u koncentracijskom logoru Theresienstadt (zajedno s biskupom Štěpánom Trochtom, također slugom božjim). Kasnije je prebačen u ozloglašeni Dachau. Zbog loših higijenskih uvjeta u logoru, zamalo je preminuo od trbušnog tifusa, s kojim se nosio sve do svibnja 1945., kada Saveznici oslobađaju logor. Povratkom u Prag, predsjednik Čehoslovačke Edvard Beneš odlikovao ga je Željeznim križem i odlikovanjem Junaštva iskazanim u nacističkoj okupaciji, kojoj je pružao otpor. Dobivši tako dva najviša državna priznanja postao je simbol Čehoslovačkog otpora okupaciji u Drugog svjetskog rata.

### Episkopat
4. studenog 1946. papa Pio XII. proglašava ga nadbiskupom Praške nadbiskupije i time duhovnim upraviteljem Katoličke Crkve u Čehoslovačkoj na Zemlji u vrijeme komunističkog režima u Čehoslovačkoj. Nadbiskupsku posvetu primio je 8. prosinca od talijanskog nadbiskupa Saveria Rittera, zajedno s prisutnim biskupima, Mauriceom Pichom Antonom i Antonom Eltschknerom. Na izborima 1948. za predsjednika Čehoslovačke izabran je, staljinistički nastrojen, Klement Gottwald, a u "zahvalu" narodu za izabranog predjsednika, Beran je pjevao Te Deum u Praškoj katedrali. Tim izborima, dolazi do naglog uspona Komunističke partije Čehoslovačke. Dolaskom komunističkog režima na snagu, Beranu je zabranjeno pastoralno djelovanje, zbog čega je on izrekao zakletvu komunističkom režimu, koju neki smatraju "spašavanjem svoje glave i izdajom Katoličke Crkve." Osim toga, potpisnici zakletve, obvezali su se i podupirati Partiju u javnim prosvjedima protiv Katoličke Crkve, u akcijama oduzimanja imovine Praškoj nadbiskupiji, te u kršenju i ograničavanju vjerskih prava i sloboda.

U vrijeme komunističkog režima izjavio je: 
 Osudio je i svaki raskol religije i podjele u Crkvi, koje je izazvala Komunistička Partija Čehoslovačke, odobrivši Katoličkoj akciji mladih uživanje svih prava ako se odcijepe od Svete Stolice i Vatikana, što su oni jednoglasno odbili.
U lipnju 1949. Beran je završio u kućnom pritvoru, zbog žaljenja na "gubitak prava i sloboda kao nadbiskup i poglavar najbrojnije vjerske zajednice u Čehoslovačkoj." Njegovo suđenje je, slično suđenju hrvatskog kardinala bl. Alojzija Stepinca, bilo namješeteno, i više je bila predstava za komuniste, nego pravo suđenje. Dva puta je bio ponovno ispitivan i suđen, 1949. i 1963. godine.
Jedno vrijeme kružile su glasine da je Beran jedan od trojice in pectore kardinala, članova Kardinalskog zbora, koje je papa Ivan XXIII. (zvani "Ivan Dobri") rezervirao za svoj konzistorij 28. ožujka 1960., ali se nakon smrti pape 3. lipnja 1963. dokazalo da nije bilo nikakvih rezerviranja, a na kraju čak niti spomenutog konzistorija. Iako je Beran više puta pokušavao dati biskupsku ostavku, papa ju je svaki put odbio. Na kraju je Beran otišao živjeti u Rim. u veljači 1965., u zamjenu za državne koncesije za Crkvu.

### Kardinalstvo i smrt
22. veljače 1965. papa Pavao VI. proglasio ga je kardinalom u Bazilici Santa Croce in Via Flamina u Rimu. Tako je kao kardinal, sudjeovao na posljednjem zasjedanju Drugog vatikanskog koncila, a posebno se istaknuo u raspravi o dokumentu Dignitatis Humanae, gdje je predložio "da su veće vjerske slobode na području dostojanstva ljudskog tijela (tzv. teologije tijela) današnji mogući uzrok patnje Crkve."
Umro je u Rimu, 17. svibnja 1969., u 80. godini života od raka pluća. Budući da se papa bojao za njegovo zdravstveno stanje, poslao je kardinale da ga posjete u bolnicu, ali on je umro nekoliko minuta prije njihova posjeta. Pokopan je u špilji Bazilike sv. Petra u Rimu.

## Vanjske poveznice
- (engl.) Cardinals of the Holy Roman Church  Arhivirana inačica izvorne stranice od 26. kolovoza 2014. (Wayback Machine)
- (engl.) Catholic-Hierarchy
- (engl.) "We Believe in Each Other"  Arhivirana inačica izvorne stranice od 17. listopada 2012. (Wayback Machine) - časopis Time

| Titule u Katoličkoj Crkvi | Titule u Katoličkoj Crkvi                               | Titule u Katoličkoj Crkvi    |
| ------------------------- | ------------------------------------------------------- | ---------------------------- |
| prethodnik Karel Kašpar   | praški nadbiskup 4. studenoga 1946. - 17. svibnja 1969. | nasljednik František Tomášek |